# Грб Костајнице
Грб Костајнице је званични грб српске општине Костајница, усвојен 25. априла 2014. године.
Симбол општине има облик средњовјековног штита.

## Опис грба
Грб Општине има облик штита у чијем централном дијелу се налази плод по којем је Костајница добила име, а у доњем дијелу још два листа кестена који уоквирују штит у смеђој боји. Изнад ова два листа, плава боја представља ријеку Уну, десно је симболично приказан Стари град, а лијево мост на ријеци Уни. Средина штита је у зеленој боји, а два брежуљка симболизију брдо Баљ, познато по кестеновој шуми. Горњи дио штита је у плавој боји, представља небо и са доњим дијелом, који је такође у плавој боји, даје одређену симетричност грбу. На врху штита се налази застава Републике Српске која се благо вијори. Зидани камени блокови са лијеве стране уоквирују грб и симболизују борбу и изградњу. У горњем дијелу грба налази се година 1258. када се Костајница као насеље први пут спомиње у писаним документима.